# Dvoričenský rajón
Dvoričenský rajón (ukrajinsky Дворічанський район) byl rajón v Charkovské oblasti na Ukrajině. Hlavním městem bylo Dvorična a rajón měl přibližně 18 tisíc obyvatel. 

## Sídla v rajónu
- Dvorična